# Буддийский храм (Белград)
Калмыцкий буддийский храм в Белграде (серб. Калмички будистички храм у Београду) — исторический храм, действовавший в 1928—1944 годах и обслуживавший духовные нужды калмыцких эмигрантов, бежавших от Гражданской войны в России. В его постройке участвовал Эренджен Хара-Даван. Храм был частично разрушен во время Битвы за Белград и через несколько лет снесён.
Часто называется «первым буддийским храмом в Европе» и во всяком случае входит в число самых первых в Европе храмов тибетского буддизма наряду с буддийским храмом в Санкт-Петербурге, если не учитывать собственно калмыцкие хурулы на территории Калмыкии.

## История
Первые белоэмигранты — калмыки-казаки прибыли в Сербию через Турцию в 1920 году. Среди эмигрантов был ряд представителей высокого духовенства, в том числе багши хурула Платовской станицы Манчуда Буринов и багши Денисовской станицы Санджи Умальдинов.
Значительная группа калмыков — несколько сотен человек — поселились в конце года на окраине Белграда в селе Мали Мокри Луг (современная община Звездара). Это была самая крупная колония калмыков в Европе. В сентябре 1923 калмыки открыли первый буддийский храм в арендованных помещениях в непосредственной близости от штаб-квартиры их ассоциации, и доверили его попечению трёх монахов во главе с бакшой Гави-Джимбой (Манчудой) Буриновым. В 1925 году они переехали в другой дом, так как первый был слишком мал для проведения служб. С этого времени появляются документы о финансовой поддержке со стороны местных властей.
В ряде случаев калмыцкие лидеры обращались за помощью к властям. Так, в 1925 они попросили Министерство по делам религии о финансовой помощи. Копия этого письма была направлена Патриарху Сербской православной церкви Димитрию. Имеется сочувственное письмо Патриарха в Министерство, где он призывает Министерство помочь калмыкам.
Первая публикация о калмыках в Белграде и их временном храме была опубликована в Zeitschrift für Buddhismus '1924/25 — Munchen 1925, вып. 2, p. 2, p. 388 на немецком языке. О мартовской храмовой церемонии 1927 года написал Джон Принс, глава миссии США в Югославии, в журнале «American Anthropologist» (1928). Позже его статья была заново опубликована в «Fragments from Babel» (Columbia University Press, New York, 1939).
В 1928 году Ассоциация калмыков предприняла шаги, чтобы построить постоянное место поклонения. В декабре 1929 храм был торжественно открыт.
До постройки постоянного храма, в 1928, умер первый глава калмыцкого духовенства в Белграде бакши Манчуда Буринов, и его место почти на весь период существования храма занял Санджи Умальдинов (1882—1946).
Сбором средств на постройку постоянного здания храма занимался полковник Абуша Алексеев, президент строительного управления (и президент Ассоциации калмыков), и его помощник и секретарь Эренджен Хара-Даван. Денежные пожертвования шли от калмыков по всей Европе. Здание было построено за несколько месяцев во многом благодаря бесплатному труду калмыцких строителей. 
Наиболее значительную помощь храму на этом этапе оказал белградский коммерсант Милош Ячимович (1858—1940), выделивший участок принадлежавшей ему земли (примерно 530 кв. м.) под строительство храма. Он также подарил калмыкам 10 000 кирпичей и более 7 500 досок, цемент и другие материалы. Эта щедрая помощь привлекла к храму внимание других обеспеченных представителей сербского общества, среди которых были и члены королевского дома.
Построенное в результате здание могло вмещать до 150 человек.
В декабре 1929 года буддийский храм в Белграде был торжественно освящён. Освящение возглавлял бакши Намджал Нимбушев, приехавший по этому случаю из Парижа.
Храм вскоре стал популярной достопримечательностью Белграда как для сербов, так и для иностранцев. В 1930 году он был отмечен в Путеводителе по Белграду, а годом позже улица, на которой он стоял, была переименована в Буддийскую улицу (серб. Будистичка улица, ныне Будванска).
Новость о храме широко распространилась в буддийском мире, и с ним установили контакты Общество Маха Бодхи, Гималайский институт Николая Рериха и другие международные буддийские организации. В 1930 году Н. К. Рерих подарил монастырю старинную тибетскую танку. На 1944 год в монастыре было уже 16 танок.
Храму длительное время не хватало храмовой статуи Будды. Её предоставила Япония в 1934 году, после обращения главы эмигрантов в Югославии к послу Японии в Румынии. Вскоре из Токио пришёл груз, содержавший большую статую и ряд ритуальных принадлежностей.
Храм служил калмыкам для заключения браков, проведения панихид и других социальных нужд, что ярко отличало этот храм от собственно тибетских. Здесь же появилась воскресная школа, где проводились занятия по калмыцкому языку и буддизму. В то время Религия была обязательным школьным предметом, и калмыцких школьников отправляли в храм для уроков по буддизму, откуда они возвращались в школу с оценками, проставленными ламой.
В 1935 году состоялась реконструкция, призванная увеличить внутреннее пространство храма.
Калмыцкая колония в Белграде прекратила своё существование в конце Второй мировой войны, когда калмыки, боясь преследований Советской Армии, бежали в Германию, а затем в США и страны Западной Европы (в первую очередь во Францию).
Закрытый храм сильно пострадал во время битвы за Белград (октябрь 1944), была разрушена верхняя часть крыши («Башня»). Некоторое время здание служило домом культуры и помещением профсоюзной организации, а несколько лет спустя было разрушено, и на фундаменте храма было воздвигнуто новое двухэтажное здание.